# ネリマ
ネリマ（ロシア語: Нельма）は、ロシア連邦極東連邦管区ハバロフスク地方ソヴェツコ＝ガヴァンスキー地区 にある村。

## 地理
間宮海峡の沿岸、ネリマ川の河口部に位置し、地域の中心都市であるソヴィエツカヤ・ガヴァニから南西に180kmのところにある。

## 歴史
1932年から1975年まで、ネリマは都市型集落であった。

## 人口
| 年   | 1959  | 1970 | 2010 | 2011 | 2012 |
| ---- | ----- | ---- | ---- | ---- | ---- |
| 人口 | 1,776 | 747  | 8    | 8    | 7    |